# اليوم الدولي للقضاء على التمييز العنصري
يحتفل باليوم الدولي للقضاء على التمييز العنصري يوم 21 مارس من كل سنة. ففي ذلك اليوم من سنة 1960 وقعت مذبحة شاربفيل، حيث أطلقت الشرطة الرصاص فقتلت 69 شخصا كانوا مشتركين في مظاهرة سلمية احتجاجاً على قوانين الاجتياز في بلدية شاربفيل بجنوب أفريقيا، وكانت قوانين الاجتياز قد فُرِضت من قبل نظام الفصل العنصري في البلاد. في إعلانها ذلك اليوم في سنة 1966، دعت الجمعية العامة المجتمع الدولي إلى مضاعفة جهوده من أجل القضاء على جميع أشكال التمييز العنصري (القرار 2142 (د - 21)).
منذ ذلك الحين، أُبطل العمل بنظام الفصل العنصري في جنوب أفريقيا. وألغيت القوانين والممارسات العنصرية في بلدان عديدة، وتمكنا أيضا من بناء إطار دولي لمكافحة العنصرية يسترشد بالاتفاقية الدولية للقضاء على جميع أشكال التمييز العنصري. وتقترب هذه الاتفاقية الآن من مرحلة عالمية التصديق، بيد أنه لا يزال هناك في جميع المناطق أشخاص عديدون وجماعات ومجتمعات عديدة تعاني من الظلم والوصم بالعار الذين تسببهما العنصرية.
وحسبما تؤكد المادة الأولى من الإعلان العالمي لحقوق الإنسان فإن الناس جميعا يولدون ”أحرارا ومتساوين في الكرامة والحقوق“. واليوم الدولي للقضاء على التمييز العنصري تذكرة بمسؤوليتنا الجماعية تجاه تعزيز هذا المبدأ المثالي وحمايته.